# Salsomaggiore Terme
Salsomaggiore Terme (emilián nyelven Säls) település Olaszországban, Emilia-Romagna régióban, Parma megyében. Lakosainak száma 19 990 fő (2023. január 1.). Salsomaggiore Terme Medesano, Vernasca, Alseno, Fidenza és Pellegrino Parmense községekkel határos.

## Népesség
A település lakossága az elmúlt években az alábbi módon változott:
| Lakosok száma | 19 762 | 19 710 | 19 990 |
|               | 2017   | 2018   | 2023   |